# قرار مجلس الأمن التابع للأمم المتحدة رقم 50
اعتمد قرار مجلس الأمن الدولي رقم 50 في 29 مايو 1948، حيث دعا جميع الحكومات والسلطات المعنية بالصراع في فلسطين أن يأمروا وقف جميع أعمال القوة المسلحة لأربعة أسابيع، والامتناع عن إدخال أي أفراد للقتال في فلسطين، مصر، العراق، لبنان، المملكة العربية السعودية، سوريا، شرق الأردن أو اليمن خلال وقف إطلاق النار، والامتناع عن استيراد أو تصدير المواد الحربية من أو إلى فلسطين، مصر، العراق، لبنان، المملكة العربية السعودية، سوريا، شرق الأردن أو اليمن خلال وقف إطلاق النار.
وحث القرار أيضا جميع الحكومات والسلطات للقيام بكل ما في وسعها ضمان سلامة «الأماكن المقدسة» في المنطقة، فضلا عن مدينة القدس، وضمان حرية الوصول إليها. تعليمات إلى «وسيط الأمم المتحدة» في فلسطين إجراء اتصالات مع جميع الأطراف المعنية لمراقبة تنفيذ الهدنة كما سيكون من الضروري لتحقيق هذه الغاية عرض ذلك عليه من المراقبين العسكريين. القرار قرر أنه إذا كانت الشروط المحددة فيه والسابقة قد انتهكت قرارات المجلس بإعادة النظر في هذه المسألة بغية اتخاذ إجراءات بموجب الفصل السابع من ميثاق الأمم المتحدة.
واعتمد القرار في أجزاء؛ وعملية التصويت لم تجرِ بشأن القرار ككل.